# Национальная ассамблея Судана
Национальная ассамблея (араб. المجلس الوطني السوداني‎, Аль-Маджлис аль-Ватани) является нижней палатой Национального законодательного органа Судана.
Национальная ассамблея была распущена 11 апреля 2019 года после военного переворота, в результате которого был свергнут президент Судана Омар аль-Башир и правящая партия Национальный конгресс Судана.
В рамках перехода Судана к демократии должен быть создан Переходный законодательный совет, который будет функционировать в качестве законодательного органа Судана до выборов, запланированных на 2022 год.

## Состав
1. Национальный конгресс Судана — 323 места
2. Юнионистско-демократическая партия — 25 мест
3. Беспартийные — 19 мест
4. Демократическая юнионистская партия (во главе с Джалалом аль-Дигайром) — 15 мест
5. Другие — 44 места

- Всего — 426 места